# Frederick Hamlin
Frederick Hamlin (Barking, 18 aprile 1881 – Surrey, 7 aprile 1951) è stato un pistard britannico.

## Palmarès

### Olimpiadi
- Argento a Londra 1908 nel tandem.